# Port lotniczy Kandahar
Port lotniczy Kandahar (IATA: KDH, ICAO: OAKN) - międzynarodowy port lotniczy położony 16 km na południowy wschód od Kandaharu, w Afganistanie. Jest drugim co do wielkości portem lotniczym w kraju.

## Linie lotnicze i połączenia
| Linie lotnicze         | Kierunki                 |
| ---------------------- | ------------------------ |
| Ariana Afghan Airlines | 1. Kabul 2. Meszhed      |
| Kam Air                | 1. Kabul 2. Dubaj        |
| Kish Air               | 1. Meszhed               |
| Yazd Airways           | 1. Teheran-Imam Khomeini |